# Közi
Közi (こうじ Kōji?) (Niigata, Japón; 29 de mayo de 1972), es un músico y cantautor japonés, más conocido por haber sido el guitarrista de la banda de rock visual kei Malice Mizer. Después de la separación de Malice Mizer en 2001 formó el dúo de rock industrial Eve of Destiny al tiempo que comenzó una carrera como solista. Actualmente Közi es miembro de las bandas Dalle, ZIZ y Vamquet, y ocasionalmente realiza presentaciones como solista.
Durante su tiempo en Malice Mizer y la etapa temprana de su carrera como solista, Közi asumió a menudo el papel de un pierrot, vistiendo trajes semejantes a los de un payaso con grandes lechuguillas y siempre en tonos de rojo, su color preferido. En vídeos musicales y en escena, a menudo hace movimientos que recuerdan a los de una marioneta. Közi ha continuado este estilo visual hasta cierto punto, pero sus trajes de teatro contemporáneos son más góticos. Su trabajo en el proyecto de Izayoi no Tsuki era reminiscencia de la música del carnaval, y la obra de arte para sus proyectos sigue generalmente un tema dramático, teatral. Se conocen muy pocos detalles sobre su vida privada.

## Discografía

### Álbumes y EP
- 2002: Izayoi no Tsuki
- 2004: Catharsis
- 2006: Loki N' Roll
- 2014: Közi solo ver : E//+Z
- 2016: accoustic demo

#### Sencillos
- 2003: «Khaos/Kinema»
- 2004: «Memento»

### Álbumes en vídeo
- 2007: Live Collage 2004~2006

### Con Malice Mizer
- 1994: memoire DX
- 1996: voyage
- 1998: merveilles
- 2000: bara no seidou

### Con Eve of Destiny
- 2005: Nervous and Innocence

### Con XA-VAT
- 2010: «XA-VAT»
- 2011: Tsuya °C

### Con ZIZ
- 2012: Gift
- 2012: Salon du Détester (Colaboración con Ken Morioka).
- 2014: Neighboring Chaosmos
- 2016: Jeez SO8 Dove Dope
- 2017: TEZL MOZL NO.5

### Con Dalle
- 2016: «Fences»
- 2016: «Asphalt»
- 2016: «Witch Craft Pictures»
- 2016: «Loyalty»
- 2016: «ICU»
- 2016: Ambivalence to Violenta

### Con Vamquet
- 2016: Vamhaus